# Fast & Furious (Filmreihe)

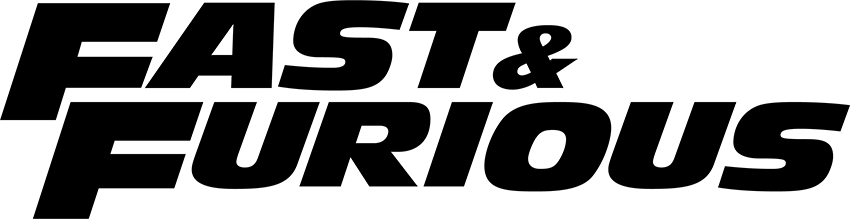
Logo der Reihe

Die Filmreihe Fast & Furious besteht aus mehreren Filmen, die sich an Elementen des Street-Racings, Heist und Agentenfilm-Genre bedienen. Produziert wurden alle Teile von Universal Pictures. Bislang besteht die Reihe aus elf Kino-, zwei Kurzfilmen und einer Animationsserie.

## Überblick

### Filme
| Jahr | Deutscher Titel                               | Originaltitel                         | Laufzeit    | FSK-Altersfreigabe | Quelle |
| ---- | --------------------------------------------- | ------------------------------------- | ----------- | ------------------ | ------ |
| 2001 | The Fast and the Furious                      | The Fast and the Furious              | 103 Minuten | ab 16              | [ 1 ]  |
| 2003 | 2 Fast 2 Furious                              | 2 Fast 2 Furious                      | 103 Minuten | ab 16              | [ 2 ]  |
| 2006 | The Fast and the Furious: Tokyo Drift         | The Fast and the Furious: Tokyo Drift | 104 Minuten | ab 12              | [ 3 ]  |
| 2009 | Fast & Furious – Neues Modell. Originalteile. | Fast & Furious                        | 102 Minuten | ab 12              | [ 4 ]  |
| 2011 | Fast & Furious Five                           | Fast Five                             | 130 Minuten | ab 12              | [ 5 ]  |
| 2013 | Fast & Furious 6                              | Fast & Furious 6                      | 131 Minuten | ab 12              | [ 6 ]  |
| 2015 | Fast & Furious 7                              | Furious 7                             | 137 Minuten | ab 12              | [ 7 ]  |
| 2017 | Fast & Furious 8                              | The Fate of the Furious               | 136 Minuten | ab 12              | [ 8 ]  |
| 2019 | Fast & Furious: Hobbs & Shaw                  | Fast & Furious Presents: Hobbs & Shaw | 137 Minuten | ab 12              | [ 9 ]  |
| 2021 | Fast & Furious 9                              | F9                                    | 145 Minuten | ab 12              | [ 10 ] |
| 2023 | Fast & Furious 10                             | Fast X                                | 141 Minuten | ab 12              | [ 11 ] |
| 2027 | Fast & Furious 11                             | Fast X Part 2                         |             |                    |        |

Anfang Oktober 2018 wurde bekannt, dass Vin Diesel und Universal Pläne für einen Ableger mit weiblichen Darstellern haben, nachdem sich zuvor Michelle Rodríguez für mehr Gleichberechtigung und präsentere Frauenrollen innerhalb der Filmreihe eingesetzt hatte. Im Januar 2019 bestätigte Diesel, dass ein Ableger mit weiblicher Besetzung, das von Nicole Perlman, Lindsey Beer und Geneva Robertson-Dworet geschrieben werden soll, kommen werde. Informationen des Hollywood Reporter zufolge soll sich der Film dabei um die von Charlize Theron verkörperte Cipher drehen.
Darüber hinaus befindet sich das Spin-off Fast & Furious Presents: Hobbs & Reyes in Arbeit, das als Verbindungsstück zwischen Fast & Furious 10 und Fast & Furious 11 fungieren soll. Die titelgebenden Hauptrollen übernehmen Dwayne Johnson und Jason Momoa; das Drehbuch stammt von Chris Morgan.

### Animationsserie
Am 26. Dezember 2019 erschien auf Netflix die erste Staffel der Animationsserie Fast & Furious Spy Racers. Inhaltlich handelt die Serie von Tony Toretto, dem jungen Cousin von Dominic Toretto, der von der Regierung angeworben wird, um eine verdächtige Elite-Rennliga zu infiltrieren.

## Chronologischer Handlungsverlauf
Ursprünglich als in sich abgeschlossene Filme geplant, entschieden sich Filmregisseur Justin Lin und Drehbuchautor Chris Morgan nach Fertigstellung von Tokyo Drift dazu, die Handlung innerhalb der Filme zu vereinen. Die folgenden Filme Fast & Furious – Neues Modell. Originalteile., Fast & Furious Five und Fast & Furious 6 spielen daher zwischen 2 Fast 2 Furious und Tokyo Drift. Fast & Furious 7 spielt zu Beginn parallel zu den Ereignissen in Tokio und setzt die Filmreihe nach dem (scheinbaren) Tod von Han fort. Nachfolgend die Handlungsabschnitte in chronologischer Reihenfolge:

### The Fast and the Furious
Undercover-Polizist Brian O’Conner verschafft sich Zugang zur illegalen Straßenrennszene und erhofft sich dadurch, die Täter mehrerer LKW-Überfälle ausfindig zu machen. Trotz einer Rennniederlage verschafft sich Brian Respekt bei Dominic „Dom“ Toretto, der offenbar an der Überfallserie beteiligt ist. Brian gerät in einen Zwiespalt, da einerseits seine Auftraggeber Ermittlungsergebnisse sehen möchten, aber andererseits eine Freundschaft zu Dom entsteht. Erschwerend kommt hinzu, dass sich Brian in Mia, die Schwester Doms, verliebt. Zudem kommt es zum Eklat zwischen Brian und Vince, einem treuen Gefolgsmann Dominics.
Zum Unmut Mias gesteht Brian ihr, dass er Undercover-Polizist ist und erfährt den Ort des nächsten Überfalls. Diesen will Brian verhindern. Brian und Mia erreichen die Szenerie, als Vince schwer verletzt am LKW hängt – der Überfall war misslungen. Mehrere Rettungsversuche seiner Teamkameraden scheiterten. Brian rettet Vince, woraufhin Dom mit Mia flüchten kann. Zwiegespalten seine Polizeiarbeit zu vollenden oder seinen Freund ziehen zu lassen, sucht Brian Dom auf. Nach einem Mord an Dominics Gefolgsmann Jesse, begangen durch einen Renngegner, verfolgt Brian Dom bis zu einer Ampel. Als diese Grün schaltet, fahren die beiden ein letztes Rennen. Dom verunfallt, aber Brian verhilft ihm im letzten Moment zur Flucht vor der anrückenden Polizei.

### Turbo-Charged Prelude (Kurzfilm)
Dieser sechsminütige Film war Teil einer Sonderedition („Tricked Out Edition“) der The-Fast-and-the-Furious-DVD aus dem Jahr 2003. Erzählt wird Brians Leben zwischen dem ersten und dem zweiten Teil der Reihe. Dieser flüchtet angesichts einer drohenden Verhaftung über mehrere Umwege nach Miami. Auf seiner Reise quer durch das Land bestreitet er immer wieder Autorennen und erwirbt den Nissan Skyline GT-R R34, der im zweiten Film eine größere Rolle spielt.

### 2 Fast 2 Furious
Weil Brian Dominic zur Flucht verhalf, wurde er vom Dienst suspendiert. Als er später bei einem Straßenrennen festgenommen wird, zwingen die Beamten ihn dazu, als verdeckter Ermittler gegen den Drogenhändler Carter Verone zu arbeiten. Er und sein alter Freund Roman Pearce können das Vertrauen Verones gewinnen und bekommen die Möglichkeit, diesen mitsamt seinen Handlangern dingfest zu machen. Da Verone jedoch Monica Fuentes, die ebenfalls als verdeckte Ermittlerin arbeitet, enttarnt, droht die Situation zu eskalieren. Brian und Roman können Verone verhaften und Monica befreien.

### Los Bandoleros (Kurzfilm)
Der 20-minütige Film aus dem Jahr 2009 zeigt die Vorgeschichte der Charaktere des folgenden Films Fast & Furious – Neues Modell. Originalteile. und fungiert als Einleitung der ersten Szene. Produziert wurde der Film von Vin Diesel. Dieser Film war auf Sondereditionen der Fast & Furious – Neues Modell. Originalteile.-DVD sowie auf der Blu-ray-Disc-Ausgabe enthalten.

### Fast & Furious – Neues Modell. Originalteile.
Dom ist immer noch auf der Flucht vor der Polizei und trennt sich von seiner langjährigen Partnerin Leticia Ortiz (Letty), um diese und weitere Teammitglieder nicht zu gefährden. Wenig später wird Letty ermordet, was Dom dazu bewegt, in die USA zurückzukehren.
Brian, jetzt Ermittler beim FBI, ist auf der Suche nach dem Drogenboss Arturo Braga und kann als verdeckter Ermittler für diesen arbeiten. Dominic, der für Lettys Tod Rache schwor, erhält ebenfalls einen Job bei Braga, in der Hoffnung, den Mörder ausfindig zu machen. Nach einem gemeinsam durchgeführten Auftrag eskaliert die Situation, als Dom dem mutmaßlichen Mörder Lettys, Fenix, gegenübersteht. Dominic und Brian können nach einer herbeigeführten Explosion den Handlangern Bragas entkommen. Gisele Harabo, ehemalige Mitarbeiterin der Drogenbande, verrät Brian und Dominic den Aufenthaltsort Bragas. Dadurch können sie ihn dingfest machen.
Schlussendlich tötet Dominic Fenix und verzichtet auf eine weitere Flucht. Obwohl Dominic half, die Drogenbande um Braga dingfest zu machen, wird er zu 25 Jahren Haft verurteilt.

### Fast & Furious Five
Ein mehrköpfiges Team, darunter Brian und Mia, können Dominic aus einem Gefangenentransport befreien. Mit dieser Tat macht sich Brian zum Verbrecher, was die Drei dazu veranlasst, nach Südamerika zu flüchten. Dort angekommen nehmen sie, veranlasst durch Vince, an einem Raubüberfall teil. Dieser schlägt fehl, was sie nicht nur zu den Gejagten der örtlichen Polizei, sondern auch der Auftraggeber macht. Weil bei dem Überfall DEA-Agenten getötet wurden, schaltet sich nun auch DSS-Agent Luke Hobbs in die Verfolgung ein.
Um ihr Dasein als Flüchtige zu beenden, beschließen sie, einen letzten Coup durchzuführen, indem sie planmäßig die Geldverstecke von Hernan Reyes, einem zwielichtigen Geschäftsmann, ausrauben. Dank eines Täuschungsmanövers bringen sie Reyes dazu, sein ursprünglich dezentral gelagertes Geld in einem Tresor zu deponieren. Mit Hilfe eines zusammengestellten Teams gelingt den Akteuren der Raub des Tresors. Nach einer waghalsigen Flucht beginnen die Teammitglieder mit dem geraubten Geld ein neues Leben.
Letty, die angeblich getötete Lebenspartnerin Dominics, wird im Zusammenhang mit einem Raub in Berlin gesichtet.

### Fast & Furious 6
Nach dem erfolgreichen Coup aus dem Filmvorgänger leben Brian, Dominic und ihr Team ein wohlhabendes Leben, können jedoch aufgrund der Strafverfolgung nicht in ihr Heimatland einreisen. Hobbs bietet der Gruppe an, den kriminellen Söldner Owen Shaw und seine Gefolgschaft, darunter Letty, zu stellen, und garantiert ihnen dafür Straffreiheit und die damit verbundene Möglichkeit, nach Hause zurückzukehren.
Die Crew verfolgt Shaw an einigen Stationen Europas und Dom erfährt, dass Letty nach einem Gedächtnisverlust für Shaw arbeitet. Er gewinnt in einem Rennen gegen sie und schafft es, ihre Erinnerungen stückweise zurückzubringen. Sie weigert sich ihm zu folgen und kehrt zu Shaw zurück. Obwohl die Crew es letzten Endes schafft, Shaw zu stellen, werden sie von einer Komplizin verraten und Shaw möchte mit einem Militärflugzeug entkommen. Während die Maschine die Startbahn entlangrollt, verfolgt die Crew ihn und kann die Maschine am Start hindern. Bei dieser Aktion stirbt Hans Freundin Gisele und der schwer verwundete Shaw wird festgenommen. Hobbs gewährt der gesamten Crew die versprochene Amnestie.

### The Fast and the Furious: Tokyo Drift
Han integriert sich in die Straßenrenn- und Driftszene Tokios und führt eine Geschäftsbeziehung zu Takashi, örtlich auch als „Drift King“ bekannt.
Sean Boswell reist ebenfalls nach Tokio, um einer Haftstrafe in den USA zu entgehen. Schnell findet er Gefallen an der örtlichen Tuningszene und gerät in einen Streit mit Takashi. Mit einem Fahrzeug von Han bestreitet Sean ein Rennen gegen Takashi und verliert aufgrund mangelnder Driftkenntnisse kläglich. Um den Schaden an Hans Auto zu begleichen, arbeitet Sean fortan für diesen. Als Takashi herausfindet, dass Han ihn bestohlen hat, wird Han bei der anschließenden Flucht in einen Unfall verwickelt und stirbt vermeintlich. Dieser Unfall wird mutwillig von dem großen Bruder von Owen Shaw herbeigeführt. Sean, der sich in die Freundin Takashis verliebt hat, sieht sich nun ebenfalls in Gefahr. Er vereinbart ein Rennen mit Takashi unter der Voraussetzung, dass der Verlierer die Stadt verlässt. Sean besiegt Takashi und lässt sich als neuer „Drift King“ feiern. Am Ende trifft er auf Dominic, der ihn zu einem Rennen herausfordert.

### Fast & Furious 7
Dominic und Letty sind wieder ein Paar, wobei Letty sich aufgrund ihrer Amnesie mit der Situation schwer tut und sich zunächst von Dominic trennt. Brian und Mia (inzwischen Eltern eines Sohnes) genießen ihr Leben in Freiheit, als die Idylle gestört wird: Dom erhält einen Anruf aus Tokio und kurz darauf zerstört eine Paketbombe aus Tokio sein Haus. Deckard Shaw, der in Tokio gerade Han getötet haben soll, will der Crew, die seinen Bruder ins Koma brachte, ans Leder. Dom reist nach Tokio, um Hans Leiche zu holen und trifft – wie bereits am Ende von Tokyo Drift kurz zu sehen ist – auf Sean Boswell, der ihm Hans persönliche Gegenstände übergibt. Auch Lettys Kette, die Shaw bei Han hinterlassen hat, bekommt Dom so zurück.
Zurück in den USA will Dom Rache für Hans Tod und es beginnt eine Jagd, in die sich auch noch der Terrorist Mose Jakande einschaltet. Dieser hat es auf einen hochintelligenten Computerchip „Das Auge Gottes“ und die Hackerin Ramsey abgesehen, die ihn bedienen kann. Auch Mr. Nobody, ein Agent der Regierung, will den Chip bekommen. Dieser bietet Dom einen Deal an: Beschafft er das Auge, darf er es zur Ergreifung von Shaw nutzen. Mit einem waghalsigen Manöver überfällt die Crew einen Konvoi in einem Pass im Kaukasus-Gebirge und befreit Ramsey.
Der Chip selbst befindet sich allerdings in Abu Dhabi im Hochhaus eines reichen Prinzen – verbaut in einem Lykan HyperSport. Brian und Dom stehlen den Sportwagen und springen mit ihm durch drei Hochhäuser, ehe sie den Chip ausbauen können, kurz bevor der Wagen in die Tiefe stürzt. Nach einigem Hin und Her gelingt es der Crew mit Hilfe von Agent Hobbs, Shaw zu stellen und Jakande zu töten. Letty erinnert sich letztlich wieder an alles – auch daran, dass sie und Dominic damals in der Dominikanischen Republik geheiratet haben. Die Kette, die sie bei Owen Shaw verloren hatte und die Deckard Shaw bei Hans Wagen hinterließ, diente als eine Art Ehering für Dom und Letty. Die Crew erkennt zudem, dass Brian seinen Fokus nun auf die Familie legen muss, denn Mia ist erneut schwanger. Brian und Dom fahren nebeneinanderher bis zu einer Weggabelung, wo sich ihre Wege trennen.

### Fast & Furious 8
Eine Cyber-Terroristin namens Cipher überrascht Dom und Letty auf ihren Flitterwochen in Havanna. Sie macht Dom klar, dass sie seine frühere Liebschaft Elena entführt hat und diese einen gemeinsamen Sohn mit Dom hat. Sie droht Dom damit, den beiden etwas anzutun, sollte er nicht jedem ihrer Befehle gehorchen. So wendet sich Dom auf Ciphers Befehl gegen sein Team und stiehlt für sie eine EMP-Waffe sowie Nuklearcodes für russische Atomraketen. Nachdem Dom einem von Ciphers Befehlen nicht vollständig gehorcht hat, tötet sie Elena. In Sibirien soll er ein mit Atomwaffen bestücktes U-Boot stehlen. Dort wird er von seinem alten Team aufgehalten, das sich mit Erzfeind Deckard Shaw verbündet hat. Shaw schafft es, Doms Sohn aus den Klauen von Cipher zu befreien, die nun kein Druckmittel mehr gegen ihn besitzt. Dom zerstört das U-Boot, Cipher kann jedoch fliehen. Am Ende feiern alle zusammen auf dem Dach eines Hauses in New York. Dom verkündet, dass sein Sohn Brian heißt.

### Fast & Furious: Hobbs & Shaw
Die MI6-Agentin Hattie Shaw, die Schwester von Deckard, stellt in London ein tödliches Virus sicher, das der kybernetisch verbesserte Terrorist Brixton und dessen Organisation Eteon dafür nutzen wollen, die schwächere Hälfte der Menschheit auszurotten und so die Evolution künstlich voranzutreiben. Da Hattie von Eteon gegenüber dem MI6 als Abtrünnige inszeniert wird, werden ihr Bruder und Luke Hobbs darauf angesetzt, sie aufzuspüren. Das gelingt ihnen zwar recht schnell, doch Hattie kann beide von ihrer Unschuld überzeugen. Von Professor Andreiko, dem Erfinder des Virus, erfahren die drei, dass sich die einzige Maschine, die das Virus aus Hatties Körper extrahieren kann, in der Nähe von Moskau im Eteon-Hauptquartier befindet. So brechen die drei in die Einrichtung ein, kämpfen sich durch die Söldner und fliehen schließlich mit dem kaputten Gerät. Da Eteon mittlerweile auch Deckard und Luke Hobbs als Abtrünnige inszeniert hat, fliehen die drei nach Samoa, der Heimat von Hobbs. Dort kann Lukes Bruder Jonah die Maschine reparieren und das Virus aus Hatties Körper entfernen. Gleichzeitig kann der Hobbs-Clan die Eteon-Anhänger überwältigen, während Luke und Deckard Brixton gemeinsam besiegen können.

### Fast & Furious 9
Als Dom und Letty zusammen mit ihrem Sohn Brian ein ruhigeres Leben führen wollen, wird Dom von seiner Vergangenheit in Form seines Bruders Jakob eingeholt. Zusammen mit seinem Team muss er sich nun dem Meisterdieb, Auftragskiller und Hochleistungsfahrer stellen. Zur allgemeinen Überraschung schließt sich der tot geglaubte Han dem Team an, und es wird erzählt, dass sein Tod nur vorgetäuscht war.

### Fast & Furious 10
Es stellt sich heraus, dass der Widersacher von Fast & Furious 5, Hernan Reyes, einen Sohn namens Dante hat. Dieser hat den Geldüberfall mit angesehen und möchte sich nach dem Tod seines Vaters an Dominic Toretto sowie seiner gesamten Familie und Freunde rächen. Aus diesem Grund verübt Dante Reyes quer um den Globus mit allen möglichen Mitteln Anschläge gegen das Team.

## Wiederkehrende Elemente und Figuren
Obwohl in den einzelnen Filmen unterschiedliche Themen abgewickelt werden, finden sich in fast allen Filmen einige Elemente wieder:
- In den Teilen 1, 4, 5, 6 und 7 liefern sich Brian und Dom ein Straßenrennen, wobei Dominic meist als Sieger aus dem Vergleich hervorgeht. Oft bezichtigt Brian Dom der unfairen Fahrweise. Im Teil 5 siegt erstmals Brian, dabei wird aber angedeutet, dass Dom ihn absichtlich gewinnen lässt, damit er die Siegprämie für sein ungeborenes Kind nutzen kann; der Ausgang eines weiteren Rennens am Ende desselben Teils bleibt ungewiss. Außerdem gewinnt Brian das Rennen, das den 6. Teil einleitet.
- Mit Ausnahme von den Teilen 3 und 8 ist in jedem Film die Rede von einem 10-Sekunden-Auto. (Im Teil 3 ist nur die Rede von einem 10-Sekunden-Rennen.)
- Das Bier Corona wird in vielen Filmen der Reihe von den Akteuren bevorzugt.
- In jedem Teil, in dem Brian mitspielt, muss er sich den Vorwurf der Gesetzesuntreue gefallen lassen (oder wechselt bewusst auf die andere Seite des Gesetzes).
- In den Teilen 1, 4, 5, 6 und 8 sowie im Kurzfilm Los Bandaleros wird ein gemeinsames Essen veranstaltet, bei dem eine Person der Gruppe das Tischgebet sprechen muss. Bei jedem Essen gibt es eine Person, die sich zuerst vom Essen bedient und somit zum Gebetssprecher ernannt wird.
- In den Teilen 1, 6, 7 und 8 werden harpunenartige Geräte bei der Durchführung eines Coups verwendet.

| Charakter                  | Film                            | Film                         | Film                    | Film               | Film                  | Film                    | Film                    | Film                    | Film                    | Film                    | Film                           | Film                                           | Film                     |
| Charakter                  | The Fast and the Furious (2001) | Turbo-Charged Prelude (2003) | 2 Fast 2 Furious (2003) | Tokyo Drift (2006) | Los Bandoleros (2009) | Fast & Furious 4 (2009) | Fast & Furious 5 (2011) | Fast & Furious 6 (2013) | Fast & Furious 7 (2015) | Fast & Furious 8 (2017) | Hobbs & Shaw (2019)            | Fast & Furious 9 (2021)                        | Fast & Furious 10 (2023) |
| -------------------------- | ------------------------------- | ---------------------------- | ----------------------- | ------------------ | --------------------- | ----------------------- | ----------------------- | ----------------------- | ----------------------- | ----------------------- | ------------------------------ | ---------------------------------------------- | ------------------------ |
| Dominic „Dom“ Toretto      | Vin Diesel                      | Vin Diesel A                 |                         | Vin Diesel C       | Vin Diesel            | Vin Diesel              | Vin Diesel              | Vin Diesel              | Vin Diesel Alex McGee J | Vin Diesel              |                                | Vin Diesel Vinnie Bennett J Vincent Sinclair J | Vin Diesel               |
| Brian O’Conner             | Paul Walker                     | Paul Walker                  | Paul Walker             |                    |                       | Paul Walker B           | Paul Walker B           | Paul Walker B           | Paul Walker B           |                         |                                |                                                | Paul Walker A            |
| Leticia „Letty“ Ortiz      | Michelle Rodríguez              |                              |                         |                    | Michelle Rodríguez    | Michelle Rodríguez      |                         | Michelle Rodríguez      | Michelle Rodríguez      | Michelle Rodríguez      |                                | Michelle Rodríguez Azia Dinea Hale J           | Michelle Rodríguez       |
| Mia Toretto                | Jordana Brewster                |                              |                         |                    |                       | Jordana Brewster        | Jordana Brewster        | Jordana Brewster        | Jordana Brewster        |                         |                                | Jordana Brewster Siena Agudong J               | Jordana Brewster         |
| Vince                      | Matt Schulze                    |                              |                         |                    |                       |                         | Matt Schulze            | Matt Schulze A          |                         |                         |                                | Karson Kern J                                  |                          |
| Bilkins                    | Thom Barry                      |                              | Thom Barry              |                    |                       |                         |                         |                         |                         |                         |                                |                                                |                          |
| Hector                     | Noel Gugliemi                   |                              |                         |                    |                       |                         |                         |                         | Noel Gugliemi C         |                         |                                |                                                |                          |
| Jesse                      | Chad Lindberg                   |                              |                         |                    |                       |                         |                         |                         |                         |                         |                                | Igby Rigney J                                  |                          |
| Roman „Rome“ Pearce        |                                 |                              | Tyrese Gibson           |                    |                       |                         | Tyrese Gibson           | Tyrese Gibson           | Tyrese Gibson           | Tyrese Gibson           |                                | Tyrese Gibson                                  | Tyrese Gibson            |
| Tej Parker                 |                                 |                              | Ludacris                |                    |                       |                         | Ludacris                | Ludacris                | Ludacris                | Ludacris                |                                | Ludacris                                       | Ludacris                 |
| Monica Fuentes             |                                 |                              | Eva Mendes              |                    |                       |                         | Eva Mendes C            |                         |                         |                         |                                |                                                |                          |
| Suki                       |                                 |                              | Devon Aoki              |                    |                       |                         |                         |                         | Devon Aoki A            |                         |                                |                                                |                          |
| Han Lue                    |                                 |                              |                         | Sung Kang          | Sung Kang             | Sung Kang               | Sung Kang               | Sung Kang               | Sung Kang A             |                         |                                | Sung Kang                                      | Sung Kang                |
| Sean Boswell               |                                 |                              |                         | Lucas Black        |                       |                         |                         |                         | Lucas Black C           |                         |                                | Lucas Black                                    |                          |
| Twinkie                    |                                 |                              |                         | Bow Wow            |                       |                         |                         |                         | Bow Wow A               |                         |                                | Bow Wow                                        |                          |
| Neela                      |                                 |                              |                         | Nathalie Kelley    |                       |                         |                         |                         | Nathalie Kelley A       |                         |                                |                                                |                          |
| Earl Hu                    |                                 |                              |                         | Jason Tobin        |                       |                         |                         |                         |                         |                         |                                | Jason Tobin                                    |                          |
| Rico Santos                |                                 |                              |                         |                    | Don Omar              | Don Omar                | Don Omar                | Don Omar A              | Don Omar A              | Don Omar C              |                                | Don Omar C Ozuna J                             |                          |
| Tego Leo                   |                                 |                              |                         |                    | Tego Calderón         | Tego Calderón           | Tego Calderón           | Tego Calderón A         | Tego Calderón A         | Tego Calderón C         |                                | Cered J                                        |                          |
| Cara Mirtha                |                                 |                              |                         |                    | Mirtha Michelle       | Mirtha Michelle         |                         |                         |                         |                         |                                |                                                |                          |
| Gisele Yashar              |                                 |                              |                         |                    |                       | Gal Gadot               | Gal Gadot               | Gal Gadot               | Gal Gadot A             |                         |                                | Gal Gadot A                                    | Gal Gadot C              |
| Fenix Calderon             |                                 |                              |                         |                    |                       | Laz Alonso              |                         | Laz Alonso C            | Laz Alonso A            |                         |                                |                                                |                          |
| Agent Michael Stasiak      |                                 |                              |                         |                    |                       | Shea Whigham            |                         | Shea Whigham C          |                         |                         |                                | Shea Whigham C                                 |                          |
| Arturo Braga               |                                 |                              |                         |                    |                       | John Ortiz              |                         | John Ortiz C            |                         |                         |                                |                                                |                          |
| Luke Hobbs                 |                                 |                              |                         |                    |                       |                         | Dwayne Johnson          | Dwayne Johnson          | Dwayne Johnson          | Dwayne Johnson          | Dwayne Johnson                 |                                                | Dwayne Johnson C         |
| Elena Neves                |                                 |                              |                         |                    |                       |                         | Elsa Pataky             | Elsa Pataky             | Elsa Pataky             | Elsa Pataky             |                                |                                                | Elsa Pataky A            |
| Hernan Reyes               |                                 |                              |                         |                    |                       |                         | Joaquim de Almeida      |                         |                         |                         |                                |                                                | Joaquim de Almeida       |
| Diogo                      |                                 |                              |                         |                    |                       |                         | Luis Da Silva Jr.       |                         |                         |                         |                                |                                                | Luis Da Silva Jr.        |
| Zizi                       |                                 |                              |                         |                    |                       |                         | Michael Irby            |                         |                         |                         |                                |                                                | Michael Irby A           |
| Deckard Shaw               |                                 |                              |                         |                    |                       |                         |                         | Jason Statham C         | Jason Statham           | Jason Statham           | Jason Statham Joshua Coombes J | Jason Statham C                                | Jason Statham            |
| Owen Shaw                  |                                 |                              |                         |                    |                       |                         |                         | Luke Evans              | Luke Evans C            | Luke Evans C            | Harry Hickles J                |                                                |                          |
| Ramsey                     |                                 |                              |                         |                    |                       |                         |                         |                         | Nathalie Emmanuel       | Nathalie Emmanuel       |                                | Nathalie Emmanuel                              | Nathalie Emmanuel        |
| Samantha „Sam“ Hobbs       |                                 |                              |                         |                    |                       |                         |                         |                         | Eden Estrella           | Eden Estrella           | Eliana Sua                     |                                                |                          |
| Frank Petty / „Mr. Nobody“ |                                 |                              |                         |                    |                       |                         |                         |                         | Kurt Russell            | Kurt Russell            |                                | Kurt Russell                                   |                          |
| Magdalene Shaw             |                                 |                              |                         |                    |                       |                         |                         |                         |                         | Helen Mirren            | Helen Mirren                   | Helen Mirren                                   | Helen Mirren             |
| Cipher                     |                                 |                              |                         |                    |                       |                         |                         |                         |                         | Charlize Theron         |                                | Charlize Theron                                | Charlize Theron          |
| Little Nobody              |                                 |                              |                         |                    |                       |                         |                         |                         |                         | Scott Eastwood          |                                |                                                | Scott Eastwood           |
| Jakob Toretto              |                                 |                              |                         |                    |                       |                         |                         |                         |                         |                         |                                | John Cena                                      | John Cena                |
| Little Brian               |                                 |                              |                         |                    |                       |                         |                         |                         |                         |                         |                                | Isaac & Immanuel Holtane                       | Leo Abelo Perry          |

## Filmstab
| Filmtitel                | Regie           | Drehbuch                                        | Produktion                                                                                                | Musik          | Kamera              | Quelle |
| ------------------------ | --------------- | ----------------------------------------------- | --- | -------------- | ------------------- | ------ |
| The Fast and the Furious | Rob Cohen       | Gary Scott Thompson, Erik Bergquist, David Ayer | Neal H. Moritz                                                                                            | Brian Transeau | Ericson Core        | [ 1 ]  |
| 2 Fast 2 Furious         | John Singleton  | Michael Brandt, Derek Haas                      | Neal H. Moritz                                                                                            | David Arnold   | Matthew F. Leonetti | [ 2 ]  |
| Tokyo Drift              | Justin Lin      | Chris Morgan                                    | Neal H. Moritz                                                                                            | Brian Tyler    | Stephen F. Windon   | [ 3 ]  |
| Fast & Furious 4         | Justin Lin      | Chris Morgan                                    | Neal H. Moritz, Vin Diesel, Michael Fottrell & Michael K. Ross                                            | Brian Tyler    | Amir M. Mokri       | [ 4 ]  |
| Fast & Furious 5         | Justin Lin      | Chris Morgan                                    | Neal H. Moritz, Vin Diesel, Michael Fottrell & Michael K. Ross                                            | Brian Tyler    | Stephen F. Windon   | [ 5 ]  |
| Fast & Furious 6         | Justin Lin      | Chris Morgan                                    | Neal H. Moritz, Vin Diesel & Clayton Townsend                                                             | Lucas Vidal    | Stephen F. Windon   | [ 6 ]  |
| Fast & Furious 7         | James Wan       | Chris Morgan                                    | Neal H. Moritz, Vin Diesel & Michael Fottrell                                                             | Brian Tyler    | Stephen F. Windon   | [ 7 ]  |
| Fast & Furious 8         | F. Gary Gray    | Chris Morgan                                    | Neal H. Moritz, Vin Diesel & Michael Fottrell                                                             | Brian Tyler    | Stephen F. Windon   | [ 8 ]  |
| Hobbs & Shaw             | David Leitch    | Chris Morgan, Drew Pearce                       | Hiram Garcia, Chris Morgan, Dwayne Johnson & Jason Statham                                                | Tyler Bates    | Jonathan Sela       | [ 9 ]  |
| Fast & Furious 9         | Justin Lin      | Daniel Casey, Justin Lin                        | Neal H. Moritz, Vin Diesel, Justin Lin, Samantha Vincent, Jeffrey Kirschbaum, Joe Roth & Clayton Townsend | Brian Tyler    | Stephen F. Windon   | [ 10 ] |
| Fast & Furious 10        | Louis Leterrier | Justin Lin, Dan Mazeau                          | Neal H. Moritz, Vin Diesel, Justin Lin, Samantha Vincent & Jeffrey Kirschbaum                             | Brian Tyler    | Stephen F. Windon   | [ 11 ] |

Seit 2009 war Filmeditor Christian Wagner an fünf Filmen der Reihe beteiligt. Fred Raskin wirkte an The Fast and the Furious: Tokyo Drift, Fast & Furious – Neues Modell. Originalteile. und Fast & Furious Five mit. Im April 2019 trennte sich das Studio Universal nach langjährigen Auseinandersetzungen von Produzent Neal H. Moritz, der die Reihe von Beginn an mit betreut hat.

## Rezeption

### Einspielergebnisse
Mit einem Gesamteinspielergebnis von mehr als 7 Milliarden US-Dollar steht The Fast and the Furious auf Platz 4 der bisher erfolgreichsten Filmreihen (Stand: August 2023). Zwei der Filme befinden sich in der Top 100 der finanziell erfolgreichsten Filme: Fast & Furious 7 auf Platz 13 (Stand: 19. April 2025) und Fast & Furious 8 auf Platz 28 (Stand: 19. April 2025). Fast & Furious 6 und Fast & Furious: Hobbs & Shaw befanden sich ehemals ebenfalls unter den Top 100, wurden dann jedoch von anderen Filmen verdrängt.
| Film                                          | Veröffentlichung in Deutschland | Einspielergebnisse in US-Dollar | Einspielergebnisse in US-Dollar | Einspielergebnisse in US-Dollar | Budget in US-Dollar | Quelle |
| Film                                          | Veröffentlichung in Deutschland | USA                             | Deutschland                     | Weltweit                        | Budget in US-Dollar | Quelle |
| --------------------------------------------- | ------------------------------- | ------------------------------- | ------------------------------- | ------------------------------- | ------------------- | ------ |
| The Fast and the Furious                      | 7. September 2001               | 144.533.925                     | 07.651.437                      | 0207.305.509                    | 038 Mio.            | [ 19 ] |
| 2 Fast 2 Furious                              | 5. Juni 2003                    | 127.154.901                     | 10.384.413                      | 0236.350.661                    | 076 Mio.            | [ 20 ] |
| The Fast and the Furious: Tokyo Drift         | 15. Juni 2006                   | 062.514.415                     | 09.733.517                      | 0158.964.610                    | 085 Mio.            | [ 21 ] |
| Fast & Furious – Neues Modell. Originalteile. | 1. April 2009                   | 155.064.265                     | 15.423.592                      | 0360.366.870                    | 085 Mio.            | [ 22 ] |
| Fast & Furious Five                           | 20. April 2011                  | 209.837.675                     | 27.072.388                      | 0626.137.675                    | 125 Mio.            | [ 23 ] |
| Fast & Furious 6                              | 17. Mai 2013                    | 238.679.850                     | 29.915.431                      | 0788.680.968                    | 160 Mio.            | [ 24 ] |
| Fast & Furious 7                              | 1. April 2015                   | 353.007.020                     | 42.761.084                      | 1.515.341.399                   | 190 Mio.            | [ 25 ] |
| Fast & Furious 8                              | 12. April 2017                  | 226.008.385                     | 32.450.125                      | 1.236.005.118                   | 250 Mio.            | [ 26 ] |
| Fast & Furious: Hobbs & Shaw                  | 1. August 2019                  | 173.956.935                     | 18.785.945                      | 0759.056.935                    | 200 Mio.            | [ 27 ] |
| Fast & Furious 9                              | 15. Juli 2021                   | 173.005.945                     | 21.808.048                      | 0721.077.945                    | 200 Mio.            | [ 28 ] |
| Fast & Furious 10                             | 17. Mai 2023                    | 145.960.660                     | 19.146.594                      | 704.709.660                     | 340 Mio.            | [ 29 ] |
| Gesamt (Stand 8. August 2023)                 | Gesamt (Stand 8. August 2023)   | 2.009.723.976                   | 235.132.574                     | 7.313.997.350                   | 1,749 Mrd.          | [ 30 ] |

### Kritiken
(Stand  8. August 2023)
| Film                                          | Rotten Tomatoes     | Metacritic       | IMDb                      |
| --------------------------------------------- | ------------------- | ---------------- | ------------------------- |
| The Fast and the Furious                      | 55 % (155 Kritiken) | 58 (34 Kritiken) | 6,8 (405.429 Bewertungen) |
| 2 Fast 2 Furious                              | 37 % (161 Kritiken) | 38 (36 Kritiken) | 5,9 (287.732 Bewertungen) |
| The Fast and the Furious: Tokyo Drift         | 38 % (139 Kritiken) | 45 (32 Kritiken) | 6,0 (287.866 Bewertungen) |
| Fast & Furious – Neues Modell. Originalteile. | 29 % (178 Kritiken) | 46 (28 Kritiken) | 6,5 (301.484 Bewertungen) |
| Fast & Furious Five                           | 78 % (209 Kritiken) | 66 (41 Kritiken) | 7,3 (396.696 Bewertungen) |
| Fast & Furious 6                              | 71 % (214 Kritiken) | 61 (39 Kritiken) | 7,0 (407.730 Bewertungen) |
| Fast & Furious 7                              | 81 % (281 Kritiken) | 67 (50 Kritiken) | 7,1 (404.916 Bewertungen) |
| Fast & Furious 8                              | 67 % (315 Kritiken) | 56 (45 Kritiken) | 6,6 (245.342 Bewertungen) |
| Fast & Furious: Hobbs & Shaw                  | 67 % (349 Kritiken) | 60 (54 Kritiken) | 6,5 (226.405 Bewertungen) |
| Fast & Furious 9                              | 59 % (315 Kritiken) | 58 (54 Kritiken) | 5,2 (152.626 Bewertungen) |
| Fast & Furious 10                             | 57 % (303 Kritiken) | 56 (59 Kritiken) | 5,9 (85.143 Bewertungen)  |

## Videospiele
Die nachfolgenden Videospiele wurden seit 2001 zum Fast & Furious-Franchise veröffentlicht:
- 2001: The Fast and the Furious –  Arcade-Spiel für die PlayStation 2 und PlayStation Portable
- 2006: The Fast and the Furious – PlayStation 2 und PlayStation Portable
- 2013: Fast & Furious: Showdown – Nintendo 3DS, Wii U, PlayStation 3 und Xbox 360
- 2015: Forza Horizon 2 Presents Fast & Furious – Xbox 360 und Xbox One
- 2020: Fast & Furious Crossroads – PlayStation 4, Xbox One und Windows

Darüber hinaus wird der Filmreihe nachgesagt, dass sie die Orientierung der Spielreihe Need for Speed zeitweise geprägt hat. Während in dieser Serie bis 2002 hauptsächlich Luxusautos zum Einsatz kamen und das Tuning eine untergeordnete Rolle spielte, schlugen die Entwickler mit Need for Speed: Underground im Jahr 2003 einen neuen Weg ein. Autos wie der Nissan Skyline oder Honda S2000 rückten in den Vordergrund, die in den Filmen starke Präsenz hatten. Weiterhin wurde das Tuning, insbesondere durch Lachgaseinspritzungen, aufgewertet.